# الکساندر همیلتون (کتاب)
الکساندر همیلتون (انگلیسی: Alexander Hamilton) کتابی از ران چرناو، زندگی‌نامه نویس و تاریخ‌نگار آمریکایی،است. این کتاب که در سال ۲۰۰۴ منتشر شد در مورد زندگی الکساندر همیلتون، سیاستمدار آمریکایی، است. 